# جیانی گارگنتینی
جیانی گارگنتینی (انگلیسی: Gianni Garghentini؛ زادهٔ ۲۴ آوریل ۱۹۷۷) بازیکن فوتبال است.